# George Lansbury
George Lansbury (Halesworth, 21 febbraio 1859 – Londra, 7 maggio 1940) è stato un politico ed editore giornalistico britannico; ha ricoperto la carica di Membro del Parlamento britannico dal 1910 al 1912 e dal 1922 al 1940, ed è stato a capo del Partito Laburista dal 1932 al 1935.

## Biografia

### Carriera politica
Nato ad Halesworth, nel Suffolk, da giovane Lansbury divenne un attivista per la giustizia sociale, migliorando le condizioni di vita e di lavoro delle classi umili, specialmente nell'East End di Londra.
Nel 1886 si avvicinò al mondo politico, entrando a far parte del Partito Liberale. Iniziò come promotore per le campagne elettorali di Samuel Montagu a Whitechapel nelle elezioni generali del 1886 e di Jane Cobden, candidato dei Liberali per il London County Council nel 1889. In quell'anno Lansbury avviò la pubblicazione di un giornale per il partito, ma non essendosi assicurato il supporto della Federazione Nazionale Liberale durante la loro conferenza, ben presto si dissociò dai Liberali. A questo punto, entrò in contatto con la Federazione Socialdemocratica e la National Union of Municipal and General Workers (sindacato a difesa dei lavoratori). Lansbury abbandonò il Partito Liberale nel 1892 e, assieme ad alcuni amici, creò la sezione del distretto metropolitano di Bow and Bromley della Federazione Socialdemocratica. Egli divenne un importante membro di questo partito, tanto da essere stato candidato per due volte al Parlamento britannico (senza essere eletto), prima di trasferirsi al Partito Laburista nel 1903. 
Nel 1906 Marion Coates Hansen, politica, femminista inglese e attivista per il suffragio femminile, uno dei primi membri militante del Women's Social and Political Union (WSPU), nonché membro fondatore della Women's Freedom League (WFL) e futura leader del Partito Laburista, influenzò George Lansbury nel sostenere la causa del voto per le donne, agendo come suo agente nella campagna elettorale generale. Divenne una delle più forti sostenitrici della causa delle donne nell'era precedente al 1914. Anticipando che nel prossimo futuro si sarebbero svolte le elezioni generali, si assicurò la candidatura dell'attivista socialista Lansbury nella circoscrizione elettorale di Middlesbrough, con un programma che prevedeva un impegno specifico a favore del voto per le donne.
Nel 1910 fu eletto al Parlamento come candidato di Bow and Bromley, ma due anni dopo ebbe forti dissensi con il primo ministro Herbert Henry Asquith nella Camera dei Comuni a proposito del suffragio universale esteso anche alle donne, perciò rassegnò le dimissioni per poter supportare meglio il movimento delle suffragette e rientrare al più presto in Parlamento; tuttavia, egli restò lontano dalla Camera dei Comuni per dieci anni. Nel 1913 Lansbury fu accusato di sedizione ed imprigionato a Pentonville. In Parlamento, il deputato laburista difese gli autori di un volantino intitolato "Don't Shoot" (Non sparate), indirizzato ai soldati chiamati a sedare con le armi le manifestazioni dei lavoratori scioperanti.
Nel 1912 Lansbury collaborò alla fondazione del giornale di orientamento socialista Daily Herald. Ne divenne in seguito editore proprio poco l'inizio della prima guerra mondiale e fece uso della testata per opporsi al conflitto, pubblicando un articolo dal titolo "War Is Hell" sullo scoppio del conflitto. Nel 1922 l'Herald, si trovò in un disperato bisogno di fondi e Lansbury fu costretto suo malgrado a cedere il giornale al Trades Union Congress e al Labour Party.
In veste di sindaco laburista del quartiere londinese di Poplar, uno dei sobborghi più poveri e disagiati della città, Lansbury fu a capo della Poplar Rates Rebellion nel 1921, opponendosi non solo contro il Governo e contro il Consiglio Cittadino di Londra, ma anche contro i leader del suo stesso partito.

### Vita privata
George Lansbury ha avuto parentele strette con personaggi divenuti famosi. Era il padre di Daisy Lansbury ed Edgar Lansbury; il patrigno della suffragette Minnie Lansbury, dell'attrice Moyna MacGill e dell'onorevole Raymond Postgate e nonno di Angela Lansbury, di Bruce Lansbury, di Edgar Lansbury ed Oliver Postgate.
In suo onore sono stati dedicati edifici come il Lansbury Estate ed il Lansbury's Lido.